# Біля цих вікон...
«Біля цих вікон…» (рос. «Возле этих окон...») — радянський художній фільм 1973 року, знятий на кіностудії «Мосфільм».

## Сюжет
Молодий кіномеханік Михайло Анохін під час підготовки до виборів стає агітатором свого мікрорайону, знаходить друзів і ворогів, допомагає тим, хто потребує допомоги.

## У ролях
- Наталія Гвоздікова — Ніна Лагутіна, приймальниця ательє
- Євген Жариков — Михайло Анохін, кіномеханік, агітатор
- Володимир Гусєв — Євген Андрійович Князєв
- Ніна Ільїна — Анюта, офіціантка, подруга Віктора
- Олена Чухрай — Реня, бібліотекар
- Микола Мерзлікін — Сергій Охотніков
- Микола Денисов — Віктор Снєгірьов, кіномеханік
- Дмитро Масанов — Анатолій Павлович, директор ательє
- Ашот Нерсесян — Ашот Павлович, бухгалтер ательє
- Микола Граббе — Матвій Гнатович, директор кінотеатру
- Сергій Голованов — Спіцин, агітатор
- Фелікс Яворський — Юрій Степанович Гур'єв
- Інга Будкевич — дружина Славика, «Похмурого»
- Марія Виноградова — мати моряка
- Зоя Василькова — клієнтка ательє
- Інна Виходцева — Лідія Петрівна, працівник кінотеатру
- Володимир Дорофєєв — Яків Юхимович, дід Віктора
- Вадим Захарченко — Славік, «Похмурий»
- Валентина Ушакова — Любов Григорівна, бібліотекар
- Герман Качін — «Малий»
- Олена Муратова — епізод
- Олександра Панова — Олена Іванівна, професор
- Світлана Швайко — дівчина на суботнику
- Юлія Цоглин — співробітниця ательє
- Валентина Бєляєва — мати Михайла, шкільна вчителька
- Надія Самсонова — Феклуша, швачка підпільного ательє
- Олександра Денисова — швачка підпільного ательє
- Світлана Коновалова — швачка підпільного ательє
- Олексій Ванін — майстер-кравець
- Віктор Уральський — клієнт ательє
- Валентина Ананьїна — клієнтка ательє
- Анатолій Ведьонкин — Яша, будівельник
- Лариса Віккел — будівельник
- Станіслав Міхін — дружинник
- Любов Калюжна — Любов Андріївна
- Олександр Абдулов — Саша, молодий моряк, наречений, клієнт ательє
- Тамара Яренко — Ірина Петрівна
- Олександр Кузнецов — сусід

## Знімальна група
- Режисер — Хасан Бакаєв
- Сценарист — Лазар Карелін
- Оператори — Володимир Захарчук, Микола Немоляєв
- Композитор — Георгій Фіртич
- Художник — Євген Серганов